# Fahlbrustspecht
Der Fahlbrustspecht (Melanerpes hypopolius) auch Graukehlspecht ist eine Vogelart aus der Familie der Spechte (Picidae). Diese kleine Spechtart ist ein Endemit Mexikos und dort auf ein relativ kleines Gebiet im zentralen Südwesten beschränkt. Die Tiere bewohnen trockene Landschaften mit wenigen Bäumen, Gebüsch oder großen Säulenkakteen, außerdem flussbegleitende Galeriewälder, wenn diese nicht vom Goldwangenspecht besiedelt sind. Fahlbrustspechte fressen Insekten, die meist von Ansitz aus in der Luft oder am Boden erbeutet werden, sowie Früchte. Der Bestand wird als stabil eingeschätzt und die Art daher von der IUCN als ungefährdet („least concern“) eingestuft.

## Beschreibung
Fahlbrustspechte sind kleine Spechte mit relativ langem, leicht meißelförmig zugespitztem und an der Basis recht breitem Schnabel. Der Schnabelfirst ist nach unten gebogen. Die Körperlänge beträgt etwa 19–21 cm, das Gewicht 46–54 g. Sie sind damit etwa so groß wie ein Mittelspecht, aber deutlich leichter. Die Art zeigt anders als die meisten Arten der Gattung Melanerpes nur einen geringen Geschlechtsdimorphismus bezüglich der Färbung.
Bürzel und Unterschwanzdecken sind weiß mit schwarzen Flecken, Stricheln oder pfeilspitzenförmigen Binden. Die übrige Oberseite einschließlich Flügeln und Schwingen ist auf schwarzem Grund kräftig weiß oder bräunlich weiß quergebändert. Die Handschwingen zeigen zusätzlich schmale weiße Säume und Spitzen und ihre weißen Binden bilden manchmal basisnah einen weißen Flügelfleck. Der Schwanz ist oberseits größtenteils schwarz. Die beiden inneren Steuerfedern sind auf den Innenfahnen kräftig weiß gefleckt, die die von innen gezählt fünften Steuerfedern zeigen weiße Binden auf den Außenfahnen.
Die gesamte Unterseite des Rumpfes ist überwiegend einfarbig graubraun, nach hinten blasser werdend. Die Beinbefiederung, der Bauch, die hinteren Flanken sowie die Unterschwanzdecken zeigen auf diesem Grund eine nicht sehr deutliche schwärzliche, pfeilspitzenartige Bänderung. Die Unterflügel sind braun mit weißer Querbänderung, wie auf der Oberseite zeigen die Handschwingen auch auf der Unterseite gelegentlich einen weißen Fleck. Die Schwanzunterseite ist etwas heller braunschwarz als die Oberseite.
Der Schnabel ist schwärzlich, der Unterschnabel ist etwas aufgehellt. Beine und Zehen sind grau. Die Iris ist rötlich bis braun.
Beim Männchen ist die Stirn weißlich bis bräunlich weiß, der Oberkopf ist in der Mitte rot. Das Auge ist schmal schwarz eingefasst, unter dem Auge befinden sich meist einige rote Federn. Der übrige Kopf einschließlich Kehle sowie der Hals bis zum obersten Rücken sind einfarbig blass rötlich braun bis graubraun, die hinteren Ohrdecken sind oft etwas dunkler und die Wangen etwas heller oder weißlich. Beim Weibchen fehlt nur der rote Fleck auf dem Oberkopf, der Bereich ist wie der übrige Kopf gefärbt. Die innerartliche Variabilität ist sehr gering und es werden keine Unterarten anerkannt.

## Lautäußerungen
Für die Art ist eine Reihe von variablen Rufen bekannt, zum Beispiel ein nasales „jik-a, jik-a“ und gereiht schnurrende Rufe wie „chi-i-i-ir“. Fahlbrustspechte trommeln; ob dies beide Geschlechter tun, wurde bisher nicht beschrieben.

## Verbreitung und Lebensraum
Die Art ist ein Endemit Mexikos und dort auf ein relativ kleines Gebiet im zentralen Südwesten beschränkt. Das Verbreitungsgebiet erstreckt sich über das Hügelland vom Norden der Bundesstaaten Guerrero und Morelos bis in das mittlere Oaxaca. Das Gesamtverbreitungsgebiet umfasst etwa 81.800 km². Die Tiere bewohnen trockene Landschaften mit wenigen Bäumen, Gebüsch oder großen Säulenkakteen, außerdem flussbegleitende Galeriewälder, wenn diese nicht vom Goldwangenspecht (Melanerpes chrysogenys) besiedelt sind.
Die Tiere kommen in Höhen zwischen 900 und 1800 m Höhe vor.

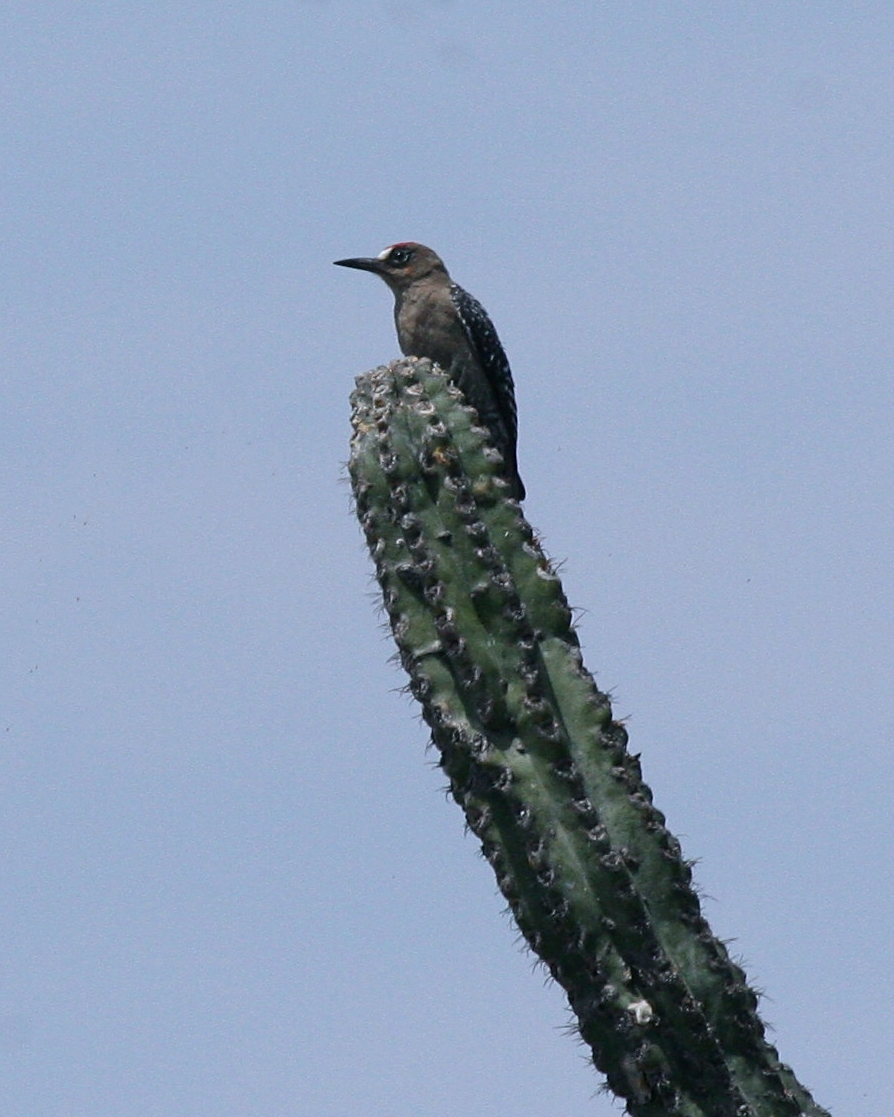
Fahlbrustspecht auf typischer Warte, einer Kakteenspitze

## Ernährung
Diese Spechte fressen Insekten wie Zikaden und schwärmende Termiten sowie Früchte von Kakteen, auch die Aufnahme von Früchten der zu den Kreuzdorngewächsen gehörenden Gattung Ziziphus ist nachgewiesen. Insekten werden weit überwiegend vom Ansitz aus sehr geschickt in der Luft oder am Boden gefangen, nur selten durch Stochern oder Sondieren in Pflanzen oder Hacken in Holz. Die Nutzung von Früchten wurde vor allem an windigen Tagen mit geringer Flugaktivität von Insekten beobachtet. Fahlbrustspechte klemmen größere Nahrungsobjekte in Spalten und Löcher von Kakteen, um sie dann mit dem Schnabel zu öffnen und legen dort auch Nahrungsdepots an.

## Sozialverhalten und Fortpflanzung
Die Art ist auffällig und wird häufig in kleinen Gruppen mit bis zu 10 Individuen beobachtet. Die Gruppenmitglieder verbringen einen Großteil des Tages auf exponierten Warten, häufig auf den Spitzen von Säulenkakteen oder  Opuntien (Opuntia sp.). Die Schlafhöhlen sind oft sehr dicht benachbart. Bis zu 26 Vögel wurden an einem solchen gemeinsamen Schlafplatz beobachtet, wobei in den einzelnen Höhlen ein bis vier Individuen schlafen. Die Schlaf- und Brutplätze werden von der Gruppe gegen gruppenfremde Artgenossen verteidigt.
Die Brutzeit erstreckt sich vom späten April bis Juli, die Nisthöhlen werden in Bäumen und häufig in großen Kakteen gebaut. Auch die Fortpflanzung erfolgt kooperativ in Gruppen, in einem Fall wurden an drei dicht benachbarten Höhlen mit Jungvögeln fünf Männchen und drei Weibchen bei der Fütterung beobachtet. Zur Gelegegröße, zur Brutdauer sowie zur Länge der Nestlingszeit liegen bisher keine Angaben vor.

## Bestand und Gefährdung
Der Weltbestand wurde von BirdLife International im Jahr 2010 auf 20.000 bis 50.000 Individuen geschätzt und gilt als stabil. Die Art wird von der IUCN daher insgesamt als ungefährdet („least concern“) eingestuft.